# Анна Мірс
Анна Мірс  (англ. Anna Meares, 21 вересня 1983) — австралійська велогонщиця, олімпійська чемпіонка.

## Виступи на Олімпіадах
| Олімпіада   | Дисципліна       | Місце  |
| ----------- | ---------------- | ------ |
| Афіни 2004  | спринт           | Бронза |
| Афіни 2004  | гіт 500 метрів   | Золото |
| Пекін 2008  | спринт           | Срібло |
| Лондон 2012 | спринт           | Золото |
| Лондон 2012 | командний спринт | Бронза |
| Лондон 2016 | кейрін           | Бронза |